# José María Avilés
José María Avilés Pareja (Guayaquil, 1816 - Marseille, 20 novembre 1874) est un homme politique équatorien.